# Callambulyx junonia
Callambulyx junonia es una especie de polilla de la familia Sphingidae. 

## Distribución
Este insecto habita en Bután, en la región del noroeste de la India (Nagaland), en el sur de China y en Vietnam del norte.

## Descripción
La envergadura de sus alas es de aproximadamente 104 mm. Puede distinguirse de todas las demás especies de Callambulyx por la presencia de un ocelo en forma de ojo, situado sobre la cara superior de sus alas posteriores.

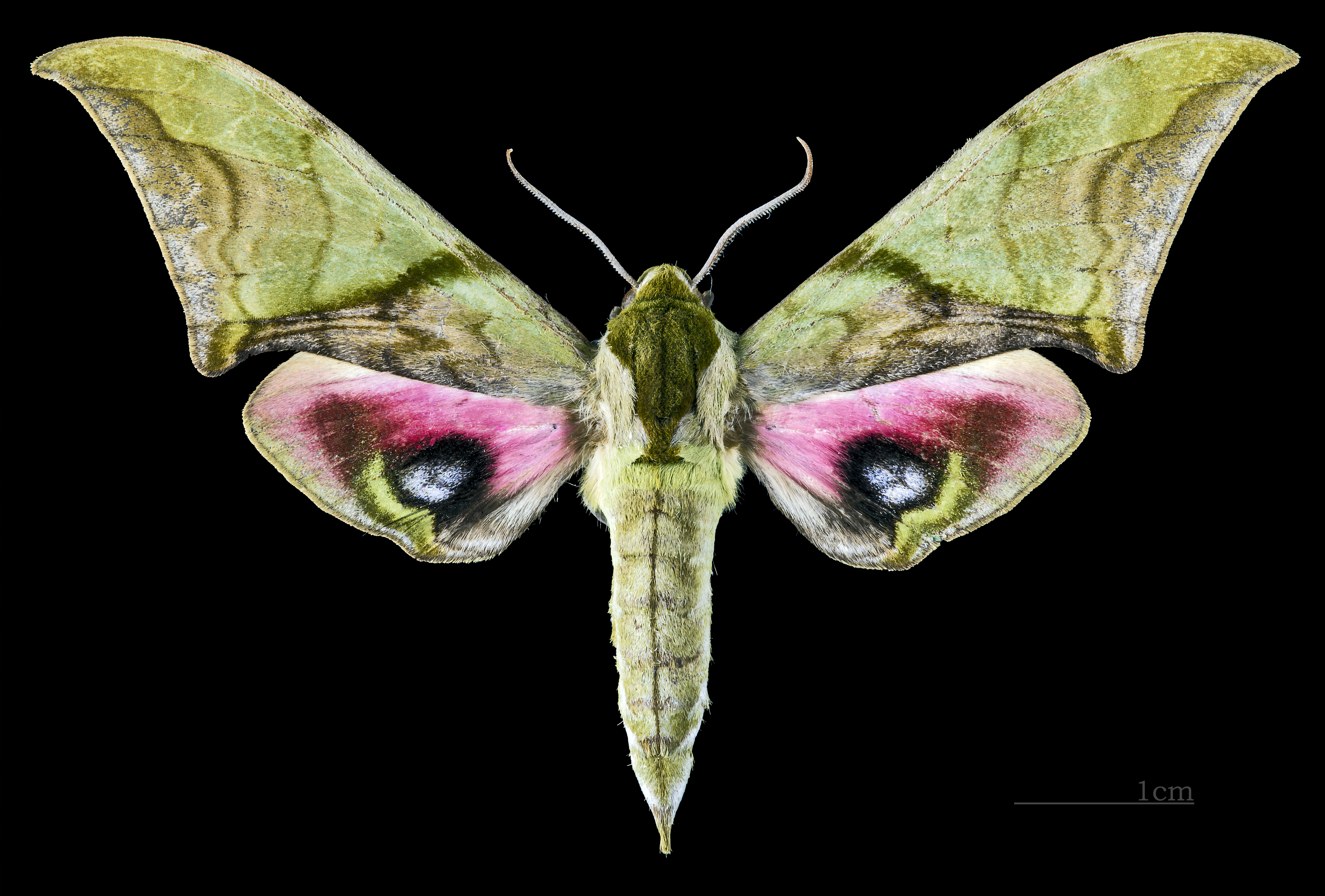
Macho Dorsal MHNT
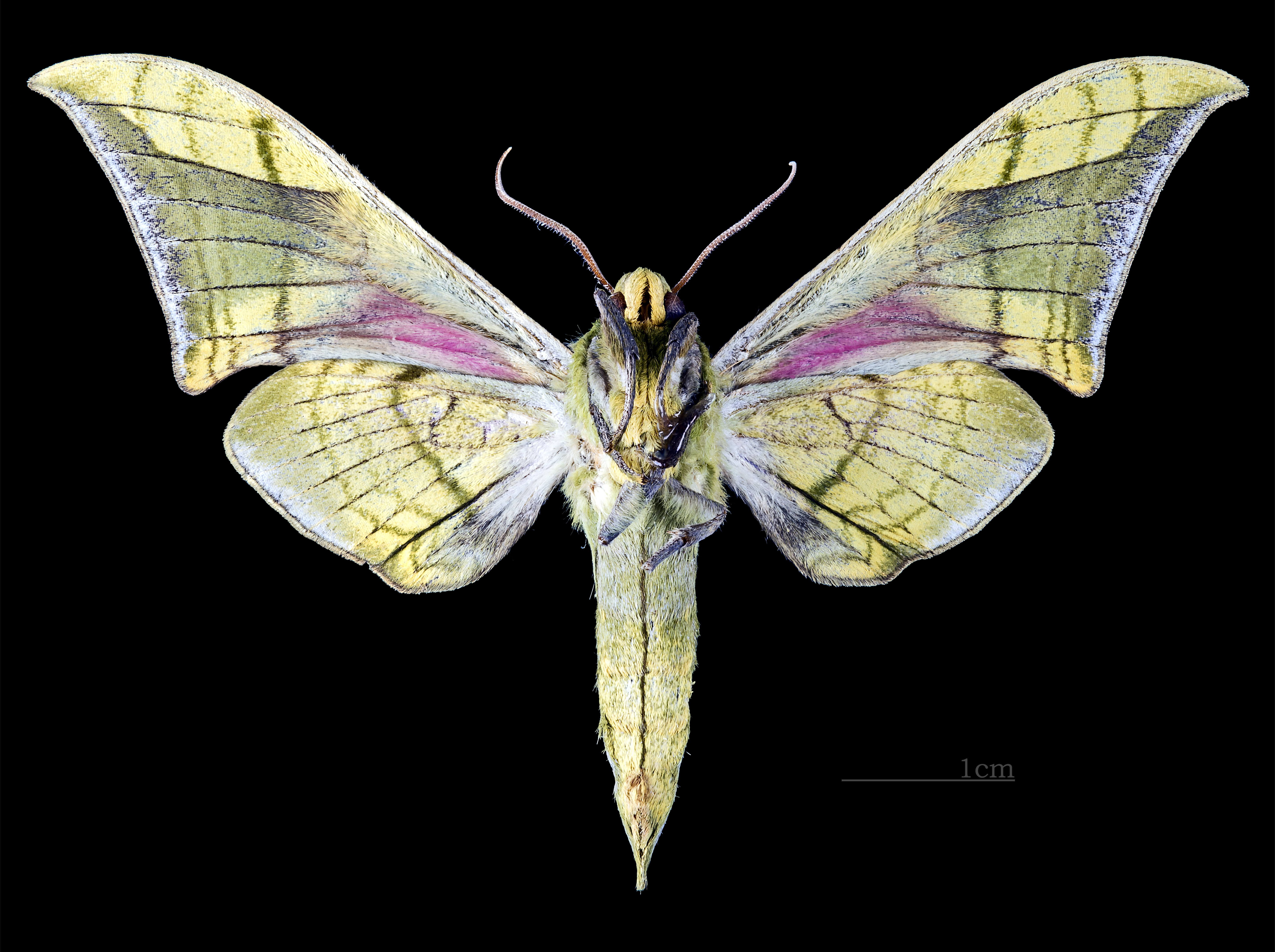
Macho Ventral MHNT

## Sinonimia
- Ambulyx junonia Butler, 1881
- Callambulyx orbita Chu & Wang, 1980
- Callambulyx junonia angusta Clark, 1935
- Callambulyx junonia chinensis Clark, 1938